# Collegio plurinominale Emilia-Romagna - 03 (2020)
Il collegio elettorale plurinominale Emilia-Romagna - 03 è un collegio elettorale plurinominale della Repubblica italiana per l'elezione della Camera dei deputati.

## Territorio
Come previsto dalla legge n. 51 del 27 maggio 2019, il collegio è stato definito tramite decreto legislativo all'interno della circoscrizione Emilia-Romagna.
Il collegio comprende la zona definita dai quattro collegi uninominali Emilia-Romagna - 08 (Ravenna), Emilia-Romagna - 09 (Ferrara), Emilia-Romagna - 10 (Forlì) e Emilia-Romagna - 11 (Rimini) quindi tutto il territorio delle province di Ravenna, di Ferrara, di Forlì-Cesena e di Rimini.

## XIX legislatura

### Risultati elettorali
|                               | Fratelli d'Italia                                       | 204 418   | 26,95 | – | 317 673 | 41,89 | 4 |  |  |
|                               | Lega per Salvini Premier                                | 61 336    | 8,09  | 1 | 317 673 | 41,89 | 4 |  |  |
|                               | Forza Italia                                            | 47 190    | 6,22  | 1 | 317 673 | 41,89 | 4 |  |  |
|                               | Noi Moderati                                            | 4 729     | 0,62  | – | 317 673 | 41,89 | 4 |  |  |
|                               | Partito Democratico - Italia Democratica e Progressista | 206 535   | 27,23 | 2 | 260 439 | 34,34 | – |  |  |
|                               | Alleanza Verdi e Sinistra                               | 28 483    | 3,76  | – | 260 439 | 34,34 | – |  |  |
|                               | +Europa                                                 | 22 328    | 2,94  | – | 260 439 | 34,34 | – |  |  |
|                               | Impegno Civico – Centro Democratico                     | 3 093     | 0,41  | – | 260 439 | 34,34 | – |  |  |
|                               | Movimento 5 Stelle                                      | 68 804    | 9,07  | 1 | 68 804  | 9,07  | – |  |  |
|                               | Azione - Italia Viva                                    | 57 883    | 7,63  | – | 57 883  | 7,63  | – |  |  |
|                               | Italexit                                                | 17 834    | 2,35  | – | 17 834  | 2,35  | – |  |  |
|                               | Vita                                                    | 10 500    | 1,38  | – | 10 500  | 1,38  | – |  |  |
|                               | Italia Sovrana e Popolare                               | 10 451    | 1,38  | – | 10 451  | 1,38  | – |  |  |
|                               | Unione Popolare                                         | 8 198     | 1,08  | – | 8 198   | 1,08  | – |  |  |
|                               | Partito Animalista – UCDL – 10 Volte Meglio             | 5 168     | 0,68  | – | 5 168   | 0,68  | – |  |  |
|                               | Sud chiama Nord                                         | 890       | 0,12  | – | 890     | 0,12  | – |  |  |
|                               | Noi di Centro – Europeisti                              | 564       | 0,07  | – | 564     | 0,07  | – |  |  |
| Totale                        | Totale                                                  | 758 404   | 100   | 5 | 758 404 | 100   | 4 |  |  |
|                               |                                                         |           |       |   |         |       |   |  |  |
| Voti non validi               | Voti non validi                                         | 30 196    | 3,83  |   |         |       |   |  |  |
| Votanti                       | Votanti                                                 | 788 600   | 70,71 |   |         |       |   |  |  |
| Elettori                      | Elettori                                                | 1 115 201 |       |   |         |       |   |  |  |
|                               |                                                         |           |       |   |         |       |   |  |  |
| Data: 25 settembre 2022       |                                                         |           |       |   |         |       |   |  |  |
| Fonte: Ministero dell'interno |                                                         |           |       |   |         |       |   |  |  |

### Eletti

#### Eletti nei collegi uninominali
Eletti nella coalizione di centro-destra (FdI - Lega - FI - NM)
| Collegio uninominale | Eletto | Eletto               | Partito           |
| -------------------- | ------ | -------------------- | ----------------- |
| 8. Ravenna           |        | Alice Buonguerrieri  | Fratelli d'Italia |
| 9. Ferrara           |        | Mauro Malaguti       | Fratelli d'Italia |
| 10. Forlì            |        | Gloria Saccani Jotti | Forza Italia      |
| 11. Rimini           |        | Jacopo Morrone       | Lega              |

#### Eletti nella quota proporzionale
| Partito Democratico-IDP      | Movimento 5 Stelle       | Lega             | Forza Italia      |
| ---------------------------- | ------------------------ | ---------------- | ----------------- |
|                              |                          |                  |                   |
| Ouidad Bakkali Andrea Gnassi | Federico Cafiero De Raho | Davide Bergamini | Rosaria Tassinari |